# Nènets
El nènets (autònim: ненэцяʼ вада), antigament també anomenat iurac és una llengua parlada pel poble nènets del nord de Rússia. Pertany al grup de les llengües samoiedes que forma part de la família de les llengües uràliques amb les llengües ugrofineses. Consta de dos grans dialectes: el iurac de la tundra, el que té més nombre de parlants, i el iurac del bosc, amb poca intel·ligibilitat mútua. Actualment alguns lingüistes consideren que aquests dos dialectes són llengües independents i que, per tant, el nènets o iurac és una família lingüística.
La llengua és especialment rica en maneres de descriure la natura (especialment el caràcter i les propietats de la neu) i les condicions meteorològiques. També abunda en termes relacionats amb la cria de rens, la caça i la pesca. Sobretot a l'oest de l'Ural, la llengua va perdre parlants, sota la pressió del rus i una campanya de russificació als anys 1970 del segle xx. Les generacions més joves tendeixen a abandonar la llengua dels seus pares a favor del rus.

## Distribució geogràfica
El nènets és parlat per uns trenta mil persones. És parlat a la zona més septentrional de Rússia inclosa Nenètsia i Iamàlia, el krai de Krasnoiarsk, la República de Komi, i les zones més orientals de l'óblast de Múrmansk a la península de Kola.

## Fonologia
El nènets té una estructura sil·làbica CV(C). En altres paraules, una síl·laba pot contenir una consonant inicial, una vocal mitjana i una consonant final opcional. Com a exemple, ya ("terra"), wada ("paraula"), i ηarka ("gran"). Les schwa o vocals reduïdes poden aparèixer sovint com a lligams al final de les consonants. Encara que la llengua no permet tècnicament començar les síl·labes amb vocals, en la pràctica passa en els dialectes occidentals, e.g. occidental arka ("gran") contra el central ηarka.
L'estructura sil·làbica és força consistent en tots els dialectes. No hi ha vocals llargues o diftongs, no hi ha grups de consonants inicials o finals, ni mitjans que continguen més de dues consonants.

### Vocals
| Schwa     | ə  |    |   |   |   |
| Reduïdes  | ø  |    |   |   |   |
| Planes    | a  | e  | i | o | u |
| Estirades | iː | uː | æ |   |   |

Alguns dialectes occidentals confonen æ, substituint e.

### Consonants
| Sordes      | k | kʲ / c | p | pʲ     | t | tʲ / ƫ |
| Sonores     | ɡ | ɡʲ / ɟ | b | bʲ     | d | dʲ     |
| Fricatives  | s | sʲ / ɕ | ʒ | ʒʲ / ʑ | ʦ | ʦʲ / ʨ |
| Nasals      | m | mʲ     | n | nʲ / ɲ | ŋ |        |
| Líquides    | l | lʲ / ʎ | r | rʲ     |   |        |
| Semi-vocals | h | hʲ / ç | w | j      | ʔ |        |

La marca 〈ʲ〉indica palatalització, o un moviment vers l'articulació palatal principal o bé secundària.

## Ortografia
El nènets s'escriu en una forma adaptada de l'alfabet ciríl·lic, amb les lletres suplementàries Ӈ, ', i ".
| А а а  | Б б бе | В в ве | Г г ге | Д д де | Е е е  | Ё ё ё  | Ж ж же |
| З з зе | И и и  | Й й й  | й й    | К к ка | Л л ел | М м ем | Н н ен |
| Ӈ ӈ еӈ | О о о  | П п пе | Р р ер | С с ес | Т т те | У у у  | Ф ф еф |
| Х х ха | Ц ц це | Ч ч че | Ш ш ша | Щ щ ща | Ъ ъ ъ  | Ы ы ы  |        |
| Ь ь ь  | Э э э  | Ю ю ю  | Я я я  | '      | "      |        |        |

## Literatura
Els primers estudis sobre la seva llengua foren el diccionari comparatiu de P. S. Pallas (Linguarum totius orbis vocabularia comparativa, 1787-89). Matthias Castrén va publicar la primera gramàtica nenets com a part de l'obra Grammatik der samojedischen Sprachen el 1854 i el primer diccionari Wörterverzeichnis aus den samojedischen Sprachen el 1855. A.J. Joki publicà un petit diccionari sobre les parles samoiedes del nord el 1956 (Kleinere Wörterverzeichnisse aus dem Jurak-, Jenissei- und Tawgi-Samojedischen).
Del nenets s'ha publicat darrerament un llibre de pronunciació Jadei vada (Nou Món), un abecedari, un llibre d'aritmètica i glossaris escolars, així com escrits polítics i traduccions del rus. Fins fa poc s'han publicat només alguns llibres de text i petites obres de ficció. Els autors nenets més coneguts són Tyko Vylka (1886-1960), A. A. Pyrerko (1905-1941), Ivan Istomin (1917) Leonid Lepstui (1932), poeta i narrador de Iamal, i Vassili Ledkov (1933). L'únic diari en nenets, Nyaryana Ngyrm (El Nord Roig), es publica a Salekhard, capital de Iamàlia. Malauradament, la quantitat de literatura publicada en nenets és mínima al costat de la gran publicació de treballs en rus.